# Alfred Recknagel
Alfred Fritz Max Recknagel (* 22. November 1910 in Eisfeld; † 19. Dezember 1994 in Dresden) war ein deutscher Physiker.

## Leben

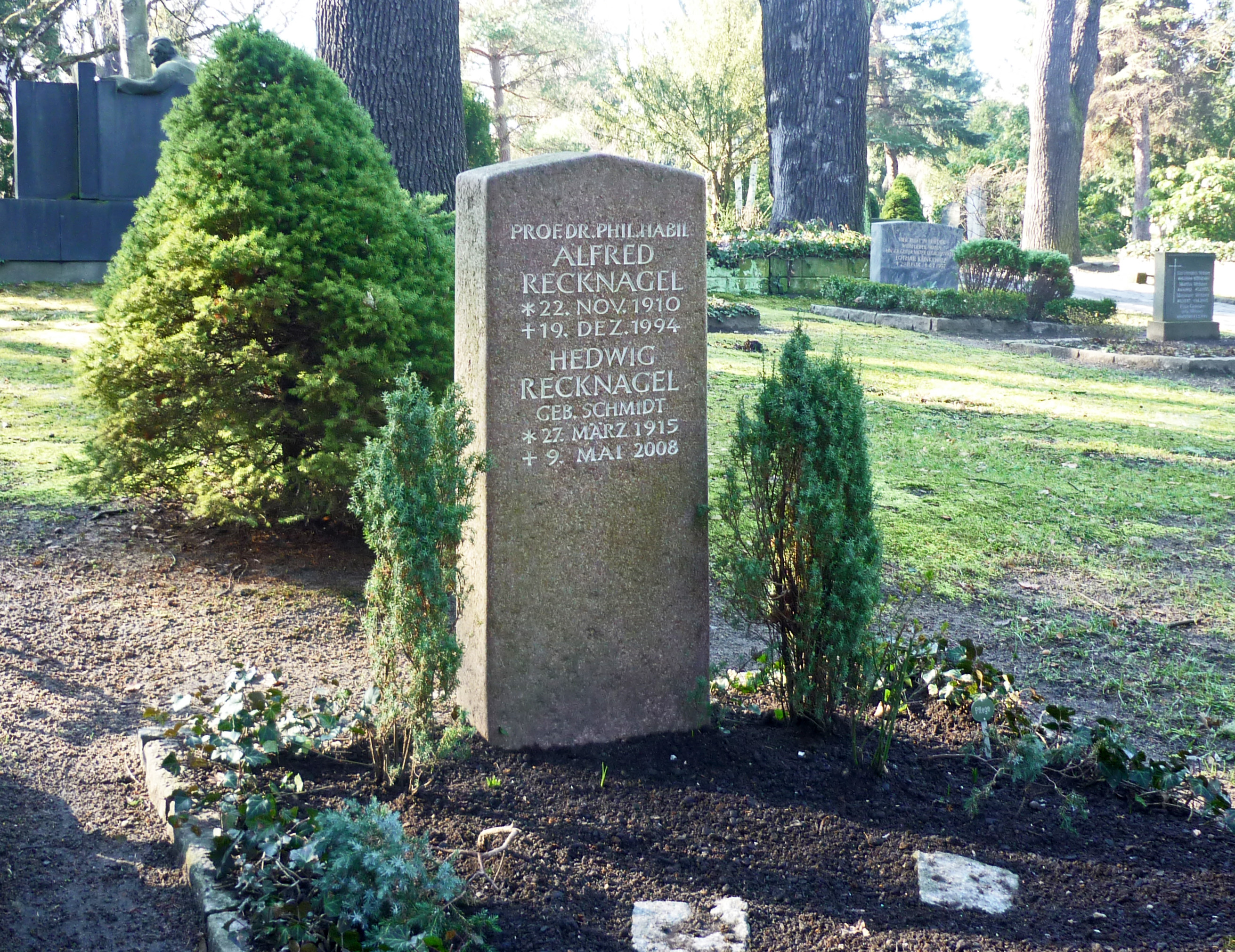
Grab von Alfred Recknagel auf dem Trinitatisfriedhof in Dresden

Nachdem er 1929 sein Abitur in Hildburghausen abgelegt hatte, begann Recknagel im selben Jahr das Studium der Physik an den Universitäten in Jena und Leipzig, das er 1934 mit der Prüfung für das Lehramt an höheren Schulen beendete. Im Jahr 1934 wurde Recknagel an der Universität Leipzig bei Friedrich Hund und Werner Heisenberg mit der Dissertation Berechnung der Elektronenterme der Stickstoffmolekel promoviert.
Von 1934 bis 1945 arbeitete er als Physiker im Berliner AEG-Forschungsinstitut und veröffentlichte erste theoretische Arbeiten zu Elektronenspiegeln und Elektronenemissionsmikroskopen. Im Jahr 1941 erschien die Monografie Elektronengeräte, die Recknagel gemeinsam mit Ernst Brüche verfasste. An der Universität Jena habilitierte sich Recknagel zwei Jahre später mit der Arbeit Das Auflösungsvermögen des Elektronenmikroskops für Selbststrahler.
Im Jahr 1946 war Recknagel als Physiker bei Carl Zeiss in Jena tätig und dort unter anderem an der Entwicklung eines elektrostatischen Durchstrahlungsgerätes beteiligt. Er lehrte 1947 als Dozent für Elektronenphysik am Physikalischen Institut der Universität Jena. Am 1. April 1948 wurde er zum ordentlichen Professor und Direktor des Instituts für Experimentalphysik (ab 1969 für Experimental- und Elektronenphysik) der Technischen Hochschule Dresden (ab 1961 Technische Universität Dresden) berufen. Seine Emeritierung erfolgte 1975.
Recknagel verstarb 1994 in Dresden und wurde auf dem Trinitatisfriedhof beigesetzt. Ihm zu Ehren erhielt das Physikgebäude der TU Dresden an der Häckelstraße 2016 den Namen „Recknagel-Bau“.

## Schriften
- 1938: Über die „Phasenfokussierung“ bei der Elektronenbewegung in schnellveränderlichen elektrischen Feldern. In: Zeitschrift für Physik. Band 108, Ausgabe 7–8, S. 459–482 (mit Ernst Brüche).
- 1941: Elektronengeräte (mit Ernst Brüche)
- 1953: Experimentalphysik
- 1957: Physik: Schwingungen und Wellen, Wärmelehre
- 1959: Elektrizität und Magnetismus
- 1962: Optik
- 1980: Zum Energieverlust rückgestreuter Elektronen